# Candace Owens
Candace Amber Owens Farmer (geboren Owens, 29 april 1989) is een Amerikaanse politieke commentator en auteur. Haar politieke standpunten worden meestal omschreven als extreemrechts of conservatief. Ze heeft talloze complottheorieën gepromoot.
Owens heeft erkenning gekregen voor haar conservatieve activisme - ondanks dat ze aanvankelijk kritisch stond tegenover president Donald Trump en de Republikeinse Partij - en ook voor haar kritiek op Black Lives Matter. 
Owens was van 2017 tot en met 2019 communicatiedirecteur van de conservatieve belangenbehartigingsgroep Turning Point USA.
In 2018 richtte Owens samen met voormalig politieagent Brandon Tatum van Tucson de BLEXIT Foundation op. 
Na voor PragerU te hebben gewerkt, sloot Owens zich in 2021 aan bij The Daily Wire en begon ze met het presenteren van Candace, een politiek praatprogramma. 
Ze werd in maart 2024 ontslagen na een reeks opmerkingen die als antisemitisch werden beschouwd en na maandenlange spanningen met co-host Ben Shapiro en andere medewerkers van The Daily Wire.
Owens heeft scepsis geuit over de mate waarin het blanke superioriteitsdenken een impact heeft op de samenleving. Ook heeft ze zich uitgesproken tegen zowel de lockdowns als de vaccins tegen COVID-19.
Owens is een criticus van Israël en uitte haar negatieve opvattingen over het land steeds vaker tijdens de oorlog in Gaza. 